# Battaglia di Jassin
La battaglia di Jassin (Jassini, secondo alcune fonti tedesche) venne combattuta tra il 18 ed il 19 gennaio 1915 nell'Africa Orientale Tedesca durante la prima guerra mondiale. Gli Schutztruppe tedeschi riuscirono ad occupare il villaggio di Jassin, sconfiggendo le truppe britanniche ed indiane.

## Operazioni preliminari
Jassin era un piccolo villaggio situato in territorio tedesco, al confine con l'Africa Orientale Britannica. Già a partire dall'ottobre 1914, si erano verificati degli scontri locali tra truppe tedesche ed inglesi. Non è chiaro quali unità siano state coinvolte, in particolare prima del gennaio 1915. Tuttavia, all'inizio delle ostilità, la zona di confine presso Jassin era difesa dalla 15. Feldkompagnie e da 400 volontari arabi dell'Arabische Korps. Tra il 30 ottobre ed il 5 novembre, venne combattuta la cosiddetta “prima battaglia di Jassin”, che fu sostanzialmente una serie di schermaglie tra pattuglie.

Successivamente, l'Arabische Korps venne trasferito a sud della città, non è chiaro se per sfiducia dei comandanti nei confronti di questa unità, oppure a causa della pressione inglese. La città rimase così praticamente sguarnita. Gli inglesi decisero di approfittare della situazione e, il 25 dicembre, mossero due compagnie, al comando del capitano T. O. Fitzgerald, in direzione della città. In quella che è stata definita “seconda battaglia di Jassin”, le truppe britanniche, al prezzo di due morti e tre feriti, occuparono il villaggio. I tedeschi persero un ufficiale ed altri sei uomini.

Gli inglesi schierarono a difesa della postazione due compagnie del 2/Jammu & Kashmir Battalion ed una del 3/K.A.R. (King's African Rifles) al comando del colonnello Raghbir Singh.

Il 12 gennaio 1915, la 15. Feldkompagnie effettuò un attacco (“terza battaglia di Jassin”) contro il villaggio, ma venne respinto. Gli inglesi ebbero cinque uomini feriti, mentre i tedeschi soffrirono quattro morti e 20 feriti tra ascari ed europei.

## Piani e schieramenti contrapposti

### Tedeschi
Da quanto risulta dalle sue memorie, il comandante tedesco Paul Emil von Lettow-Vorbeck aveva l'obiettivo di attirare le truppe inglesi di vari settori in una trappola. Decise di puntare su Jassin per i suoi vantaggi logistici, che permettevano di far affluire rapidamente le sue truppe dalle aree vicine. Inoltre, i portatori avrebbero potuto essere reclutati direttamente nelle piantagioni locali. I movimenti di truppe iniziarono il 16 gennaio 1915. I soldati vennero trasferiti dal Kilimangiaro a Tanga, e poi da qui direttamente fino a Jassin. Complessivamente, il comandante tedesco riuscì a far arrivare nei pressi del villaggio 244 europei, 1 350 ascari e 400 volontari arabi, con 23 mitragliatrici. Queste truppe furono schierate ad alcuni chilometri dalla città, all'insaputa del nemico.
Complessivamente, presero parte all'attacco nove “Feldkompagnien”:
- sulla destra, comandate dal maggiore Keppler, le Feldkompagnien 11. e 14.
- sulla sinistra, comandate dal capitano Adler, le Feldkompagnien 15. e 17.
- al centro, comandate dal capitano Otto, la 9. Feldkompagnie e l'Arabische Korps.

In retrovia, oltre alla sezione comando, vi erano la 7. Schuetzenkompanie, il “Battaglione Schultz” (con le Feldkompagnien 1., 6, e 13.) e le artiglierie (quattro cannoni da campo).

### Inglesi
Per quanto riguarda gli inglesi, il loro schieramento nella zona di Jassin erano il risultato di un piano ideato dal generale Wapshare nel dicembre 1914, che puntava a risolvere il problema dei profughi provocati dai raid tedeschi lungo il confine. Per cercare di arginare la situazione, inviò nella zona di Umba una forza di 1 800 soldati con sei mitragliatrici, al comando del generale Tighe. Le maggiori concentrazioni di truppe britanniche erano a Jassin (tre compagnie), Samanja (quattro compagnie, più un'altra araba) e Bwago Macho (una sezione di mitragliatrici). Il resto era tenuto di riserva. Le truppe inglesi a Jassin erano costituite da una compagnia del 101º granatieri, due compagnie del 2/Jammu e Kashmir Rifles, oltre ad un'altra sessantina di soldati di supporto. Tali unità erano composte in gran parte da indiani. A causa delle pessime condizioni climatiche, però, parte della guarnigione era malata, ed il morale era basso.

## La battaglia
I tedeschi iniziarono le operazioni per la “quarta battaglia di Jassin” alle 5:00 di mattina del 18 gennaio. L'avanzata iniziò occupando parecchie postazioni inglesi abbandonate. Il primo contatto con il nemico avvenne verso le 5:15, quando giunsero nei pressi di un “boma”, ovvero un villaggio ed una piantagione che erano stati pesantemente fortificati. Alle 9:00 di mattina, comunque, gli uomini di Adler riuscirono ad occupare la fabbrica principale alla periferia della città, ed a costringere gli indiani alla ritirata nell'abitato. Intanto, i tedeschi subirono forti perdite, e lo stesso Lettow-Vorbeck venne leggermente ferito.
Il comandante inglese, colonnello Singh, ordinò di lanciare l'SOS, e far intervenire così la riserva. Tuttavia, le tre compagnie inviate in soccorso da Semanja vennero bloccate dal fuoco della 17. Feldkompagnie. Altre cariche alla baionetta furono respinte dalla 15. Feldkompagnie.

Intanto, mentre i combattimenti infuriavano, la guarnigione di 40 indiani alla difesa dello stabilimento di agave sisalana, che era rimasta tagliata furori, contrattaccando alla baionetta riuscirono a tornare nelle proprie linee.

Nel frattempo, il comando inglese aveva inviato altre quattro compagnie ed una sezione di artiglieria, mentre altre tre Feldkompagnien si erano unite alla 17. Il brigadier generale Tighe ordinò un attacco, che fu respinto con pesanti perdite. Una compagnia, che riuscì ad attraversare il fiume, ricevette l'ordine di tornare sulla riva di partenza. Il comandante inglese, tuttavia, cominciò ad organizzare l'attacco per il giorno successivo e richiese rinforzi sia terrestri, sia navali. Egli infatti era convinto che la città di Jassin fosse in grado di resistere ancora per una settimana. Però la situazione nell'abitato era ben diversa: il colonnello Singh era rimasto ucciso, ed il comando era stato assunto dal capitano Hanson. Inoltre, la guarnigione era demoralizzata e le munizioni (300 colpi per uomo) erano quasi terminate. Per le munizioni, anche la situazione tedesca era piuttosto critica, anche se gli inglesi lo ignoravano.

Il 19 gennaio, alle 5:00, il sottotenente Frome iniziò a bombardare l'abitato. Le truppe indiane tentarono di rompere l'accerchiamento, ma l'attacco fallì. Tra le 7:00 e le 8:00, il comandante si rese conto che la resistenza era impossibile e chiese la resa.

## Epilogo
Concluse le formalità di resa, i capitani Hanson e Turner furono ricevuti da Lettow-Vorbeck, che si congratulò con loro per la difesa della città. Le perdite tedesche ammontarono a 86 morti e 200 feriti. Gli inglesi lamentarono 92 morti e 91 feriti, oltre a 276 prigionieri (400 secondo fonti tedesche).

Nella seconda parte della giornata, arrivarono i rinforzi richiesti da Tighe. Si trattava di un distaccamento del Royal North Lancashire Regiment e la HMS Weymouth. Quest'ultima, il 20 gennaio effettuò un bombardamento su Jassin, ma senza ottenere effetti. Rimase in zona fino al 31 gennaio in attesa di un attacco tedesco, poi si ritirò.

Dopo la battaglia, le truppe tedesche erano esauste ed a corto di munizioni. Inoltre, di fronte avevano forze nemiche numerose e fresche. Quindi, Lettow-Vorbeck decise di lasciare in città solo un paio di compagnie e di ritirare il grosso nella boscaglia, sfruttando quindi il terreno. Gli inglesi, poco dopo, evacuarono tutta la valle di Umba.

Dopo quella battaglia, il comandante tedesco, a causa delle gravi perdite sofferte (in particolare di ufficiali nazionali, che non potevano essere rimpiazzati in alcun modo), decise di limitarsi principalmente ad azioni di guerriglia.